# Gänseflomen (Brotaufstrich)
Gänseflomen ist ein aus dem Unterhaut-Fettgewebe der Gans hergestellter Brotaufstrich der Pommerschen Küche.

## Zubereitung
Roher Gänseflomen wird in eine Schüssel gelegt und zusammen mit einer geschälten Zwiebel über Nacht gewässert. Das Wasser wird mehrfach erneuert.  Am nächsten Tag wird der Gänseflomen auf ein Brett gelegt, damit das Wasser abläuft. Wenn er abgetrocknet ist, wird das reine Fett aus den Häuten geschabt. Die Fettmasse wird danach durch den Fleischwolf (kleinste Scheibe) gedreht und anschließend durch ein feines Sieb gerührt. Die Masse wird dann solange geschlagen, bis sie wie Schnee aussieht. Geriebene Zwiebeln, Thymian, Majoran, Salz, Pfeffer sowie wenig Zimt und wenig Vanillezucker werden hinzugegeben. Alles wird mit dem Mixer gut durchgerührt. Danach wird die Masse fest in ein Glas oder in einen Topf  gedrückt und  acht Tage lang stehen gelassen, damit sie gut durchzieht, bevor sie als Brotaufstrich verwendet wird. Dieser Brotaufstrich ist monatelang haltbar, sofern er ausreichend gesalzen wurde.

## Sonstiges
Die Ehefrau des Reichsgründers  Otto von Bismarck, Johanna von Puttkamer, soll Gänseflomen  an Diplomaten verschenkt haben.